# Иван Гавалюгов
 Тази статия е за кмета на Ботевград.  За кмета на Неврокоп вижте Иван Гавалюгов (Старчища).  
Иван Александров Гавалюгов е български баскетболист и политик, кмет на Ботевград от 2015 година.

## Биография
Роден е на 7 октомври 1977 г. в Ботевград. През 1996 г. завършва ГПЧЕ „Алеко Константинов“, Правец, в паралелка с английски език и започва следването си в УНСС – София, специалност „Застраховане и социално дело“. Владее отлично английски и ползва руски и немски.
През 1999 година започва собствен бизнес в областта на компютърните технологии, заедно със съдружника си Тихомир Найденов. Двамата стартират с компютърен клуб, а през 2003 г. прекарват за първи път интернет в Северна България през връх Мургаш. Отначало в Ботевград, а скоро след това и в съседните населени места – Правец, Етрополе, Тетевен, Ябланица, Роман и Мездра, където фирмата им „Атлантис нет“ е основен доставчик на интернет.
Семеен, с четири деца.
Съпругата му Стефка Славова е треньор по баскетбол, статистик на БК „Балкан“ и дъщеря на легендата на БК „Балкан“ Венцислав Славов.
Баща му инж. Александър Гавалюгов има дългогодишна кариера в ръководството на завода за автобуси „Чавдар“. Постъпва на работа в завод „Чавдар“ през 1969 г. като конструктор, от 1971 г. е ръководител на конструктивна група. През 1977 г. е назначен за началник конструктивно бюро, а през 1978 г. става главен конструктор на завода. В периода 1991 – 1999 г. е директор „Маркетинг и развитие“, а до ликвидацията на „Чавдар“ през 2001 г. е главен инженер.

## Баскетболна кариера
Дългогодишен играч е на баскетболен клуб „Балкан“ – Ботевград, шампион и вицешампион с юноши старша възраст. Между 2008 и 2012 г. е председател на Управителния съвет на БК „Балкан“. Страстта му към баскетбола се разпалва още на 7 години и изиграва огромна роля в живота му по-нататък. От 1989 г. играе за „Балкан“ Ботевград с №7. Има принос в организирането на ботевградския ученически баскетболен турнир „Млади надежди“. В периода 2008 – 2012 мъжкият отбор на „Балкан“ става носител на бронзови медали, а детско-юношеската школа бележи сериозен напредък и печели няколко шампионски титли за различни възрасти. През 2008 г. получава специален плакет от Българската федерация по баскетбол за заслуги в развитието на баскетбола в Ботевград. На 2 февруари 2009 г. е избран единодушно за председател на Управителен съвет на БК „Балкан“ и управлява успешно клуба в периода 2009 – 2014 г. Останалите членове на УС на БК „Балкан“ са Красимир Георгиев, Владимир Иванов, Александър Атанасов, Николай Иванчев, Михаил Михайлов и Димитър Пенчев Димитров.

## Политическа кариера
В продължение на два мандата, от 2007 до 2015 г., е общински съветник в Ботевград. През двата мандата участва изключително активно във вземането на решения на Общинския съвет и се превръща в ключова фигура на опозицията на управлението. През 2015 г. е издигант начело на листата на Гражданско движение за ботевградски обществен просперитет (ГДБОП) е избран за кмет на града. Изборите печели на 01.11.2015 г. по време на балотаж с резултат 61,36% в цялата община. На местните изборите през 2019 г. е преизбран на първи тур с 54% от гласовете за втори мандат като кмет на община Ботевград.
Гавалюгов е обект на атаки от страна на определени политически и икономически кръгове, свързани с бившето управление на община Ботевград, ГЕРБ и фамилия Златеви от Правец. 

### Награди
Като кмет Гавалюгов получава различни награди:
- 2016, Годишни награди на Българска фондация „Биоразнообразие“: награда на публиката в категория „Политик с най-голямо внимание към българската природа“[8]
- 2017, Конкурс „Кмет на годината“: награда в категория „Иновации, наука и образование“ за средна община[9]
- 2017, Конкурс „Кмет на месеца“ за април на тема „Пролетно почистване“[10]
- 2017, Синдикат на българските учители: награда в категория „Най-добър социален партньор – кмет“[11][12]
- 2017, Годишни награди на Областния управител на Софийска област: категория „Здравеопазване“[13]
- 2018, "Кмет на годината”, в категория „Инвестиции и работни места“ за средна община.[14]
- 2019, Конкурс „Кмет на месеца“ за април на тема „Инвестиции и работни места“ за средна община.[15]
- 2019, „Кмет на годината“, в категория Smart City.[16]